# Antonio Rossellino

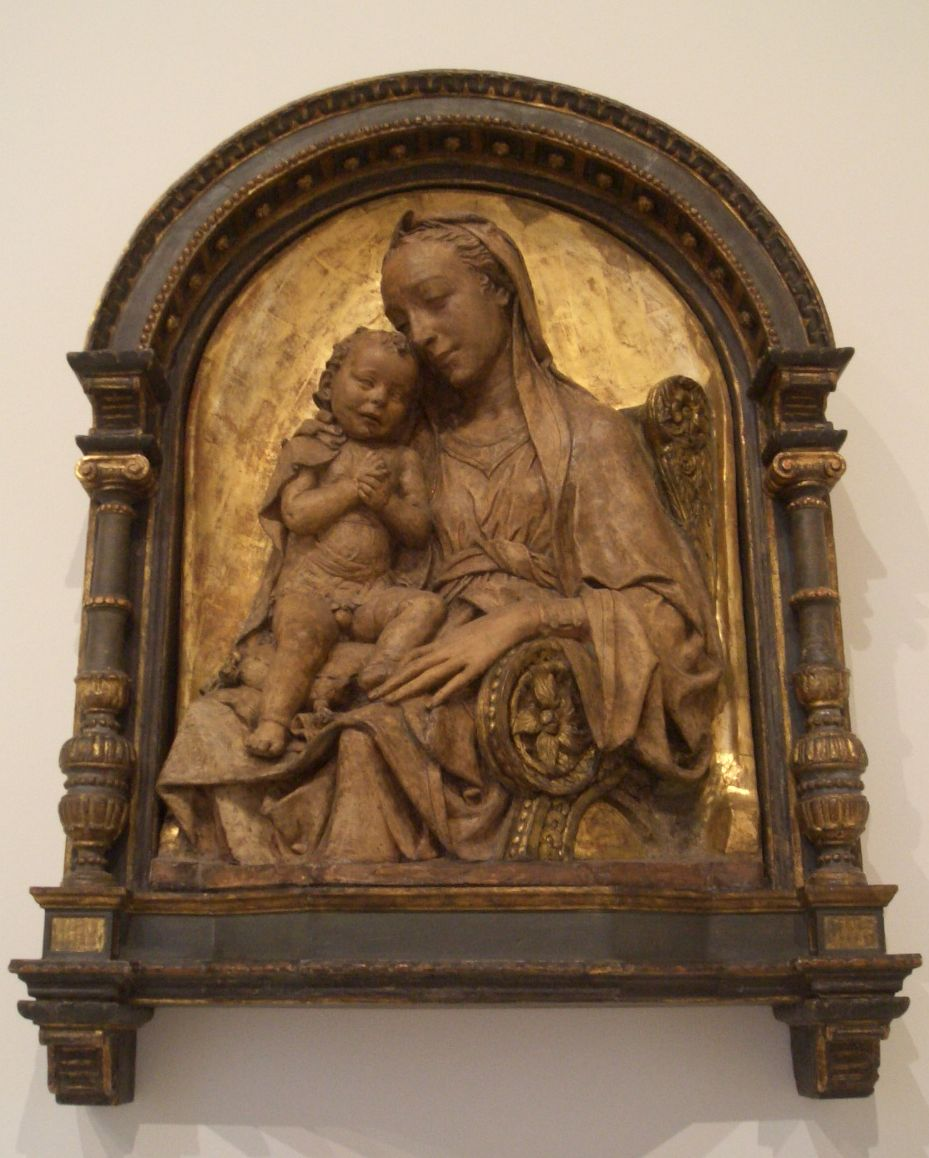
Virgen con el Niño, Bode Museum, Berlín.

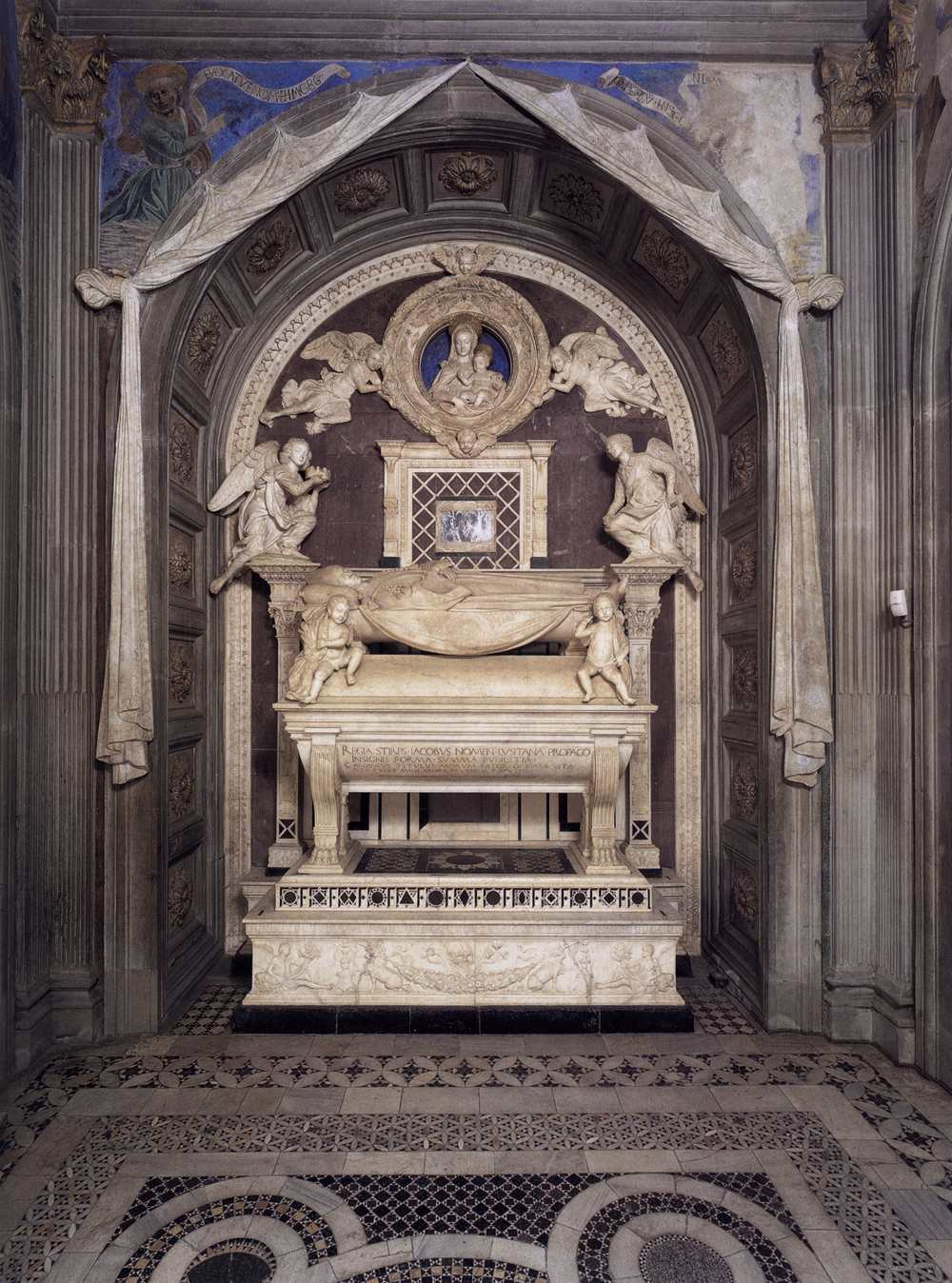
Tumba del Cardenal de Portugal, San Miniato al Monte, Florencia.

Antonio di Matteo di Domenico Gamberelli (Settignano, 1427 o 1428 - Florencia, 1479), conocido como Antonio Rossellino (o sea, Antonio el Pelirrojo), fue un escultor del Renacimiento, hermano de Bernardo Rossellino.

## Biografía
Perteneció a la misma generación artística de Mino da Fiesole o Desiderio da Settignano, con cuyo estilo tiene muchos puntos en común. Su tratamiento de las figuras es ya más virtuoso, con agraciadas posturas y sonrisas que confieren a los personajes gracia y elegancia. Se formó junto a su hermano mayor, Bernardo.
Fue el menor de cinco hermanos, todos ellos escultores o canteros. Es probable que completase su aprendizaje junto a Donatello. Entre sus trabajos más notables figuran: el monumento funerario del Beato Marcolino (1458), con la posible ayuda de otro de sus hermanos, Giovanni Rossellino, en la iglesia de los monjes negros de Forli; la tumba del cardenal Jacobo de Portugal en San Miniato al Monte, Florencia (1461-1467).
El retrato de busto de Matteo Palmieri (Museo del Bargello) está fechado y firmado en 1468. En 1470 realizó el monumento para la duquesa de Amalfi, Maria de Aragón, en la iglesia de Monte Oliveto (Nápoles); probablemente también sea de su mano el relieve de la Natividad en el altar de la misma iglesia.
Junto a Mino da Fiesole trabajó en los relieves de la Asunción de la Virgen y el Martirio de San Esteban del púlpito de la Catedral de Prato. Un busto del Bautista niño (Pinacoteca de Faenza) y un Niño Jesús (Museo del Louvre) le son atribuidos por algunos expertos.

## Obras destacadas
- Busto de Giovanni da San Miniato (1456, Victoria and Albert Museum, Londres)
- Tumba del Beato Marcolino (1458, Forli)
- Virgen con el Niño (c. 1460, Museo del Hermitage, San Petersburgo)
- San Sebastián (1460, Museo della Collegiata, Empoli)
- Tumba del cardenal Jacobo de Portugal (1461-67, San Miniato al Monte, Florencia)
- Busto de Matteo Palmieri (1468, Museo del Bargello, Florencia)
- Monumento de Maria de Aragón, duquesa de Amalfi (1470-79, Capilla Piccolomini, Sant'Anna dei Lombardi, Nápoles), completado por Benedetto da Maiano.
- Virgen con el Niño (San Vincenzo, Prato)
- Monumento Roverella (San Giorgio fuori le mura, Ferrara)
- San Juan Bautista niño (Museo del Bargello, Florencia)
- Virgen con el Niño (Museo del Bargello, Florencia)
- Ecce Homo (Museo del Bargello, Florencia)
- Busto de Francesco Sassetti (Museo del Bargello, Florencia)
- Madonna del Latte, tumba de Francesco Nori (Santa Croce, Florencia)
- Virgen con el Niño (Via della Spada, Florencia)
- Virgen con el Niño (Victoria and Albert Museum, Londres)